# Johannes Zemelius
Johannes Zemelius (latinisiert aus Jan Zemelka; * 1539; † 27. Dezember 1607) war ein polnischer Mediziner und Politiker der Zeit der Renaissance. Er gilt als Vertreter der Lehre des Andreas Vesalius, des Begründers der neuzeitlichen Anatomie.

## Leben
Johannes Zemelius stammte aus einer bürgerlichen Familie aus Konin. Er wurde 1539 als Sohn eines wohlhabenden Kaufmanns geboren. Zemelius studierte ab 1560 an der Philosophischen Fakultät der Universität Krakau. Dort erlangte er 1562 den akademischen Grad des Bakkalaureus und schloss – wohl nach einer Unterbrechung – das Studium 1569 mit dem Magister ab. Zemelius nahm anschließend ein Promotionsstudium an der Universität Padua auf und erlangte am 25. Mai 1575 den Doktortitel der Medizin. Einige Jahre später kehrte in seine Heimat zurück und ließ sich 1578 in Kalisz nieder. Dort war er als Arzt und Politiker tätig. Er erlangte ein großes Vermögen. Zemelius war mit Elisabeth, der Tochter eines Goldschmieds, verheiratet. Er hatte keine Kinder und brachte sein Vermögen vor seinem Tod in verschiedene Stiftungen ein.
Als Zögling der Ärzteschule in Padua gehörte Zemelius zu den Vertretern der neuen anatomischen Anschauungsweisen des Andreas Vesalius. Er gilt als Stifter des Lehrstuhls für Anatomie an der heutigen Jagiellonen-Universität in Krakau (1602 gestiftet). Im Laufe des 17. Jahrhunderts wurde dieser Lehrstuhl mit Professoren aus dem Umfeld berühmter italienischer Mediziner (u. a. mit Schülern von Girolamo Fabrizio, Fonselius, Francesco Plazzoni, Santorio Santorio und Adriaan van den Spiegel) besetzt.
Zemelius starb am 27. Dezember 1607 und liegt in der Kapelle St. Johannes der Täufer in Konin begraben.
Das Leben und Wirken von Johannes Zemelius wurde im Roman Doktor Zemelius von Janina Weneda thematisiert.

## Schriften (Auswahl)
- D. O. M. F. Problemata haec ex praecipuis medicae facultatis dogmatibus decerpta. Lorenzo Pasquato, Padua 1575 (Digitalisat – Disputation).